# Lahnaniemen, Solistonsuon ja Alatalon metsät
Lahnaniemen, Solistonsuon ja Alatalon metsät este o arie protejată (arie specială de conservare — SAC, sit de importanță comunitară — SCI, arie de protecție specială avifaunistică — SPA) din Finlanda întinsă pe o suprafață de 38 ha, integral pe uscat.

## Localizare
Centrul sitului Lahnaniemen, Solistonsuon ja Alatalon metsät este situat la coordonatele 61°29′N 26°38′E / 61.49°N 26.63°E.

## Înființare
Situl Lahnaniemen, Solistonsuon ja Alatalon metsät a fost declarat sit de importanță comunitară în august 1998 pentru a proteja 1 specie de animale. Alte tipuri de protecție:
- arie de protecție specială avifaunistică (în august 1998)[2]
- arie specială de conservare (în aprilie 2015)[1][3][4]

## Biodiversitate
Situată în ecoregiunea boreală, aria protejată conține 3 habitate naturale: Taiga vestică, Păduri fino-scandinave bogate în ierburi cu Picea abies, Mlaștini împădurite.
La baza desemnării sitului se află o specie protejată de  mamifere: veveriță zburătoare siberiană (Pteromys volans).